# Amphisbaena heathi
Amphisbaena heathi este o specie de reptile din genul Amphisbaena, familia Amphisbaenidae, ordinul Squamata, descrisă de Schmidt 1936. Conform Catalogue of Life specia Amphisbaena heathi nu are subspecii cunoscute.